# Rangiroa
Rangiroa (en el dialecte paumotu local Ragiroa o Ra'iroa) és un atol de les Tuamotu, a la Polinèsia Francesa. Està situat al nord-oest de l'arxipèlag, a 350 km de Tahití. És el cap de la comuna de Rangiroa.

## Geografia
És un dels atols més grans del món, amb un total de 1.640 km² de superfície, i una llacuna de 78 km de llarg amb una profunditat entre 20 i 35 m. L'escull està format per 241 illots i bancs de sorra d'una amplada entre 300 i 600 m. Hi ha quatre passos entre l'oceà i la llacuna. Els dos més importants són al nord a la vora de les viles d'Avatoru i Tiputa que concentren la major part de la població.
Amb 2.567 habitants (cens del 2012) és l'atol més poblat de les Tuamotu. La població viu del turisme, la pesca i el cultiu de perles negres. Una de les atraccions és la pràctica del submarinisme, amb una rica fauna marina on destaquen les rajades, dofins i taurons.
Disposa d'un aeroport, junt a Avatoru, sent la principal destinació turística de les Tuamotu.
Le Lagon Bleu (motu Ta'aeo), a l'oest de l'atol, és un dels llocs més visitats. Es tracta d'una llacuna poc profunda formada per illots que encerclen una piscina natural de color blau.

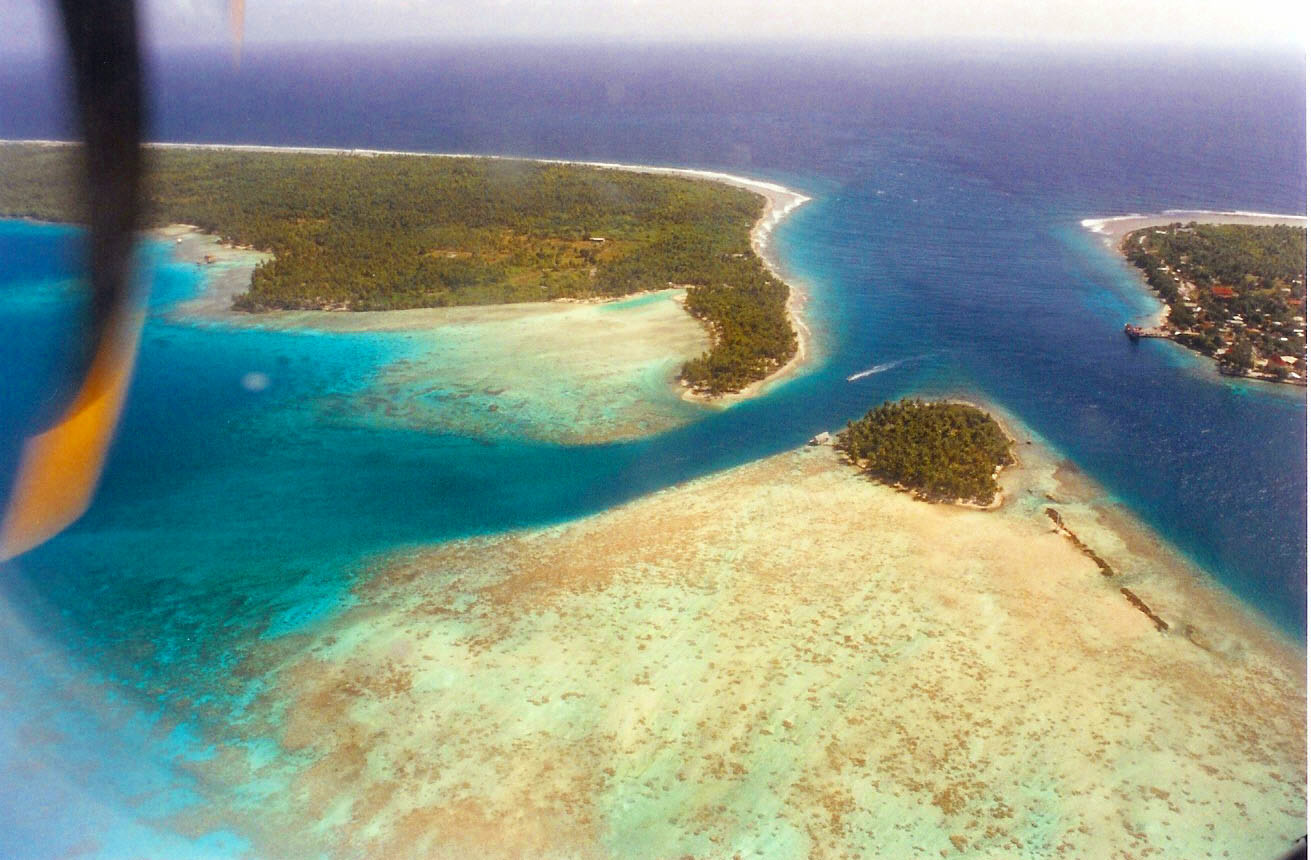
Pas d'Avatoru

|  | Rangiroa Tikehau (39,2 km) Arutua (117,4 km) Mataiva (101 km) Makatea (92,6 km) Ahe (172,9 km) Kaukura (140,7 km) |

## Història
El nom de Rangiroa, o Rairoa, significa «llarg cel». Probablement va ser poblat al segle x. El 1616 van arribar els neerlandesos Le Maire i Schouten i l'anomenaren illa de les Mosques (Uliegen Eylandt). En quedaren literalment coberts i no se les tragueren de sobre durant dies. El 1770 els illencs van patir una severa derrota davant dels guerrers de la veïna Anaa, quedant l'illa despoblada després de la massacre i l'exili, i no fou repoblada fins quaranta anys més tard. Els primers europeus a instal·lar-s'hi van ser uns missioners catòlics, el 1851. Aquests van desenvolupar la plantació de cocoters i els habitants van treballar a la indústria de la copra (nou de coco assecada). El 1965 es va construir un aeroport de 2.100 m facilitant l'arribada del turisme.
Altres noms històrics són: Vavaunui, Deans, Nairsa i Prince of Wales.